# Encyclia serroniana
Encyclia serroniana là một loài thực vật có hoa trong họ Lan. Loài này được (Barb.Rodr.) Hoehne mô tả khoa học đầu tiên năm 1952.